# La Móra (Viladasens)
la Móra és un mas a poc més d'un km al nord del nucli de Viladasens (el Gironès) protegida com a bé cultural d'interès local.

## Arquitectura
És una finca que forma un conjunt de tres masos, el principal és el Mas Martí. És un edifici de grans dimensions, amb planta baixa i dos pisos. La teulada és de teula a dues vessants i el ràfec és pintat amb dibuixos geomètrics i altres símbols.
Les obertures són rectangulars fetes amb carreus, moltes d'elles engrandides en èpoques posteriors. La façana principal presenta un portal dovellat amb una data. Sobre el portal hi ha una finestra renaixentista amb una petxina esculpida emmarcada per un frontó triangular. A la banda esquerra hi ha una galeria amb dues obertures de mig punt.

## Història
La finca ha donat el nom al veïnat en el qual està ubicada. Segons Mn. Josep Brugada, el nom "la Móra" podria provenir de "morada", lloc de parada a la via romana que anava de Tarraco a Empúries i que, donada la seva proximitat amb Cinyana, podria haver passat per aquest indret. No es descarta el fet que es tractés d'una via secundària, donat que encara anys enrere ací creuava el camí que menava de Sant Jordi Desvalls a Figueres. El Dr. Marquès i Casanovas, tenint en compte les característiques de la part més antiga dels baixos del mas, opina que els murs petris que es conserven corresponen a aquella remota construcció. El portal dovellat té la data de 1549. A la dreta de l'edifici principal n'hi ha un altre que té gravat a la pedra un emblema amb un castell, les grafies "Fvs", "Tas", "7BR27" i l'any 1735.